# Philaret (Moskau)

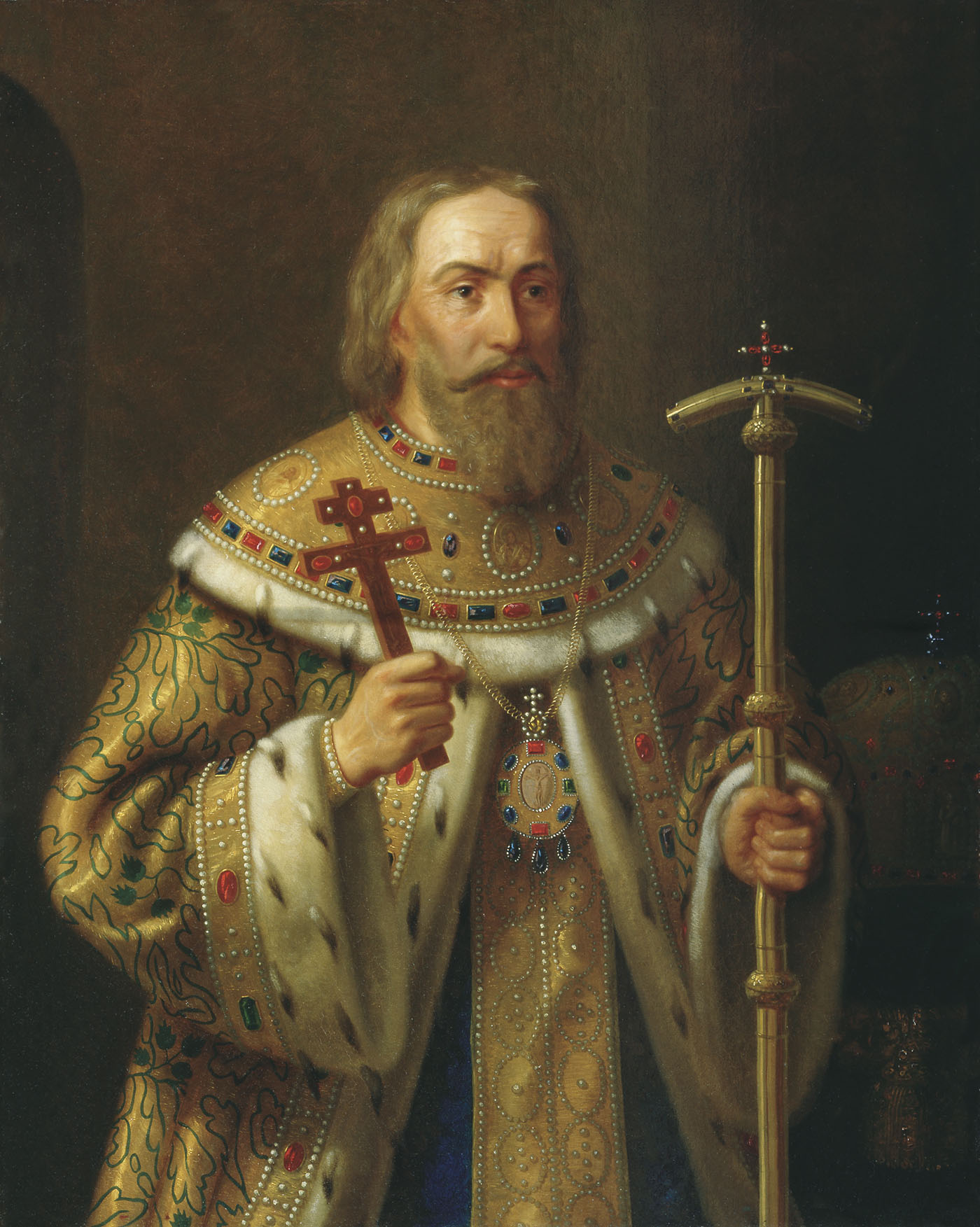
Philaret

Philaret (russisch Филарет/Filaret, bürgerlicher Name Фёдор Никитич Романов/Fjodor Nikititsch Romanow; * um 1553; † 1. Oktoberjul. / 11. Oktober 1633greg.) war von 1619 bis 1633 Patriarch von Moskau und Mitregent am Hof des russischen Zaren.

## Stammvater der Romanows
Philaret war Sohn des Nikita Romanow († 1586) und der Eudokia Gorbaty-Schuiski. Er heiratete Ksenija Ioannowna Schestowa, die später als Nonne Marfa in ein Kloster verbannt wurde. Sie gebar ihm 1596 den späteren Zaren Michael I.
Philarets Vater Nikita Romanowitsch war der Bruder von Anastasia Romanowna, die 1547 Zar Iwan IV. heiratete und 1560 starb. Das machte Philaret zum Cousin der Zarewitschs Dmitri († 1553) und Iwan (der 1581 von seinem Vater erschlagen wurde) sowie zum Cousin von Zar Fjodor I.
Als Fjodor Nikititsch Romanow war er das Oberhaupt der Moskauer Bojarenfamilie Romanow-Jurjew und ist Stammvater der Romanow-Dynastie. Nachdem er 1598 im Machtkampf um den Zarenthron unterlegen war, wurde er von Boris Godunow 1601 gezwungen, ins Kloster zu gehen und das Mönchsgelübde abzulegen, wo er den Namen Philaret (auch Filaret) annahm.

## Machtkämpfe
Unter der Herrschaft Pseudodmitris I. kehrte er 1605 nach Moskau zurück und war von 1606 bis 1610 Metropolit von Rostow und Jaroslawl. 1606 beteiligte er sich am Sturz des ersten Pseudodimitri. 1608 geriet er in die Gefangenschaft Pseudodimitris II. 1610 erfolgte seine Rückkehr nach Moskau, wo er maßgeblich am Sturz Wassilis IV. Schuiski mitwirkte. Zu diesem Zeitpunkt setzte sich Philaret dafür ein, einen ausländischen Fürsten auf den Zarenthron zu berufen. In diesem Sinne verhandelte er mit Polen über eine Kandidatur Sigismunds III. Im Zusammenhang mit seiner Weigerung, die Bedingungen der polnischen Seite anzunehmen, wurde Philaret festgenommen und 1611 nach Polen deportiert.
Erst 1619 durfte er aus dem königlichen Gewahrsam nach Russland heimkehren. Inzwischen war sein Sohn Michael Fjodorowitsch 1613 vom Semski Sobor zum Zaren gewählt worden. Er ernannte seinen Vater nach dessen Rückkehr 1619 zum Patriarchen von Moskau.

## Mitregent bei Zar Michael I.
Philaret war offizieller Mitregent von Michael I., welcher den russischen Thron am 11. Juli 1613 (Krönungstag) bestiegen hatte. Er bestimmte die Politik, insbesondere die Außenpolitik des Zarenreiches. In den 1620er Jahren lagen seine Gedanken ganz bei der Rache an Polen, aber auch die inneren Reformen, z. B. die der Finanzen, trieb er mit großem Eifer voran. Noch mehr lag ihm daran, die Dynastie der Romanows zu erhalten und so drängte er seinen Sohn zur Heirat, damit die Nachfolge sichergestellt werden konnte. Der Krieg gegen Polen begann im April 1632, jedoch sollte er nicht zu dem Erfolg werden, den sich Philaret vorgestellt hatte. Mitten im Krieg starb er 1633. Der Zar musste infolge der Niederlage über 20.000 Rubel zahlen und alle eroberten Gebiete zurückgeben.